# Primer Sistema de Partidos

Los resultados de las elecciones presidenciales de los Estados Unidos entre 1796 y 1824. En los estados con sombra verde generalmente ganó el Partido Demócrata-Republicano, mientras que los estados con sombra marrón generalmente ganó el Partido Federalista.

Primer Sistema de Partidos (en inglés: First Party System) es un término estadounidense empleado en historia y ciencia política para periodizar el sistema de partidos políticos existente en los Estados Unidos entre aproximadamente 1792 y 1824. Durante este período existían dos partidos nacionales compitiendo por el control de la presidencia, el Congreso y los estados: el Partido Federalista, fundado en gran parte por Alexander Hamilton, y el rival Partido Demócrata-Republicano, formado por Thomas Jefferson y James Madison, generalmente llamado en ese momento Partido Republicano y en la actualidad "Partido Republicano Antiguo" (para diferenciarlo del moderno Partido Republicano). Los federalistas fueron dominantes hasta 1800, mientras que los demócratas-republicanos fueron dominantes después de ese año y esencialmente fueron la única fuerza política competitiva entre 1815 y 1824.
En un análisis del sistema de partidos contemporáneo, Jefferson escribió el 12 de febrero de 1798: 

Han surgido dos sectas políticas dentro de los Estados Unidos: la que cree que el ejecutivo es la rama de nuestro gobierno que más necesita apoyo; el otro que, como la rama análoga en el gobierno inglés, ya es demasiado fuerte para las partes republicanas de la Constitución; y por lo tanto, en casos equívocos, se inclinan hacia los poderes legislativos: los primeros se llaman federalistas, a veces aristócratas o monocratas, y a veces Tories, después de la secta correspondiente en el gobierno inglés de exactamente la misma definición: los segundos son republicanos, whigs, jacobins, anarquistas, desorganizadores, etc., estos términos son de uso familiar con la mayoría de las personas.

Ambos partidos se originaron en la política nacional, pero pronto expandieron sus esfuerzos para ganar seguidores y votantes en todos los estados. Los federalistas apelaron a la comunidad empresarial, los republicanos a los plantadores y agricultores. Para 1796, la política en todos los estados estaba casi monopolizada por los dos partidos, y los periódicos y las asambleas se convirtieron en herramientas especialmente efectivas para movilizar a los votantes.
Los federalistas promovieron el sistema financiero del Secretario del Tesoro, Alexander Hamilton, que enfatizó la asunción federal de las deudas estatales, un arancel para pagar esas deudas, un banco nacional para facilitar el financiamiento y el fomento de la banca y la fabricación. Los demócratas-republicanos, con sede en las plantaciones del Sur, se opusieron a un fuerte poder ejecutivo, fueron hostiles a un ejército y una armada permanentes, exigieron una lectura estricta de los poderes constitucionales del gobierno federal y se opusieron firmemente al programa financiero de Hamilton. Quizás su diferencia más importante fue en la política exterior, donde los federalistas favorecieron a Gran Bretaña debido a su estabilidad política y sus estrechos vínculos con el comercio estadounidense, mientras que los republicanos admiraban la revolución francesa y la Primera República. Jefferson temía especialmente que las influencias aristocráticas británicas socavaran el republicanismo. Gran Bretaña y Francia estuvieron en guerra desde 1793 hasta 1815, con solo una breve interrupción. La política estadounidense era neutral, con los federalistas hostiles a Francia y los republicanos hostiles a Gran Bretaña. El Tratado de Jay de 1794 marcó la movilización decisiva de los dos partidos y sus partidarios en todos los estados. El primer presidente estadounidense, George Washington (1789-1797), aunque oficialmente no partidista, generalmente apoyó a los federalistas y ese partido convirtió a Washington en su héroe icónico. Sin embargo, el partido se desvaneció por completo en medio de la oleada de patriotismo general suscitado por la Guerra anglo-estadounidense de 1812. Los federalistas se volvieron muy impopulares por su oposición a la guerra contra Gran Bretaña, máxime cuando, en una convención que celebraron en Hartford (Connecticut), llegaron a amenazar con la secesión de Nueva Inglaterra si se iba a la guerra «contra la nación de la que descendemos». Éstas y otras iniciativas contra la guerra hundieron irreversiblemente a los federalistas, pues a ojos de los votantes aparecían como «desleales y localistas». En consecuencia, el Partido Federalista desapareció durante la Era de los Buenos Sentimientos (1816-1824). Los demócratas-republicanos también perdieron la unidad, y entre 1824 y 1828, cuando surgió el Segundo Sistema de Partidos, el Partido Demócrata-Republicano se dividió en la facción Jacksoniana, que se convirtió en el moderno Partido Demócrata en la década de 1830, y en la facción de Henry Clay, que fue absorbida por el Partido Whig.